# 西大河 (石羊河)
西大河，位于中华人民共和国甘肃省西北部的一条河流，属于石羊河水系，发源于中牧公司山丹马场东南祁连山中段的绵羊岭，上游支流发源，主要由古松林沟、脑儿墩沟、平羌沟、鸾鸟沟、大乌龙沟和小乌龙沟6条汇流而成，各支流相继汇入西大河水库，出库后向北流，沿山丹马场与金昌市永昌县交界，于插剑门出山口，之后经山丹马场一、四分场引灌，成潜流汇入永昌盆地东北流，于新城子镇刘克庄村和塔儿湾村一带出露。发洪水时有地表径流纵穿永昌盆地至北山折向东流，绕永昌县城北，穿金川峡至河西堡镇、金昌市金川区宁远堡镇、双湾镇，消失于昌宁盆地。全长124千米，出山口以上流域面积811平方千米，年均径流量1.84亿立方米。